# Bucida
Bucida là một chi thực vật có hoa thuộc họ Trâm bầu (Combretaceae). Chi này được nhà tự nhiên Carl Linnaeus mô tả lần đầu năm 1759 trong sách Systema Naturae quyển 2, ấn bản 10: 1012, 1025, 1368. Loài điển hình của chi là Bucida buceras.

## Các loài
Khi được công nhận, chi này có các loài sau:
- Bucida buceras L., 1759 = Terminalia buceras (L.) C.Wright, 1869: Từ miền nam México qua Trung Mỹ và vùng Caribe tới Colombia. Du nhập vào Florida, Trinidad và Tobago.
- Bucida macrostachya Standl., 1929 = Terminalia macrostachya (Standl.) Alwan & Stace, 2010: Belize, Guatemala, Honduras, Mexico, Nicaragua.
- Bucida molinetii (M.Gómez) Alwan & Stace, 1989 = Terminalia molinetii M.Gómez, 1914: Nam Florida (Hoa Kỳ), Bahamas, Belize, Cộng hòa Dominica, Cuba, Hispaniola, đông nam Mexico.
- Bucida palustris Borhidi & O.Muñiz, 1975 = Terminalia buceras (L.) C.Wright, 1869
- Bucida subinermis Bisse, 1974 = Terminalia buceras (L.) C.Wright, 1869
- Bucida umbellata Sessé & Moc., 1888 = Terminalia molinetii M.Gómez, 1914?

Tuy nhiên, người ta nhận thấy Bucida lồng sâu trong Terminalia. Năm 2002, Clive A. Stace đề xuất việc bảo toàn tên gọi Terminalia so với tên gọi Bucida mặc cho độ ưu tiên của Bucida cao hơn (có từ năm 1759 so với năm 1767), do nếu ưu tiên Bucida thì phải đặt ra khoảng 200 tổ hợp tên loài mới cho các loài xếp trong Terminalia. Năm 2010, Clive A. Stace và Abdul-Ridha Alwan đề xuất danh pháp cho tổ Terminalia sectio Bucida trong chi Terminalia để chứa các loài Bucida ở châu Mỹ này. Danh pháp tương ứng của Bucida spp. trong Terminalia là Terminalia buceras, Terminalia macrostachya và Terminalia molinetii như đề cập trên đây. 

## Hình ảnh

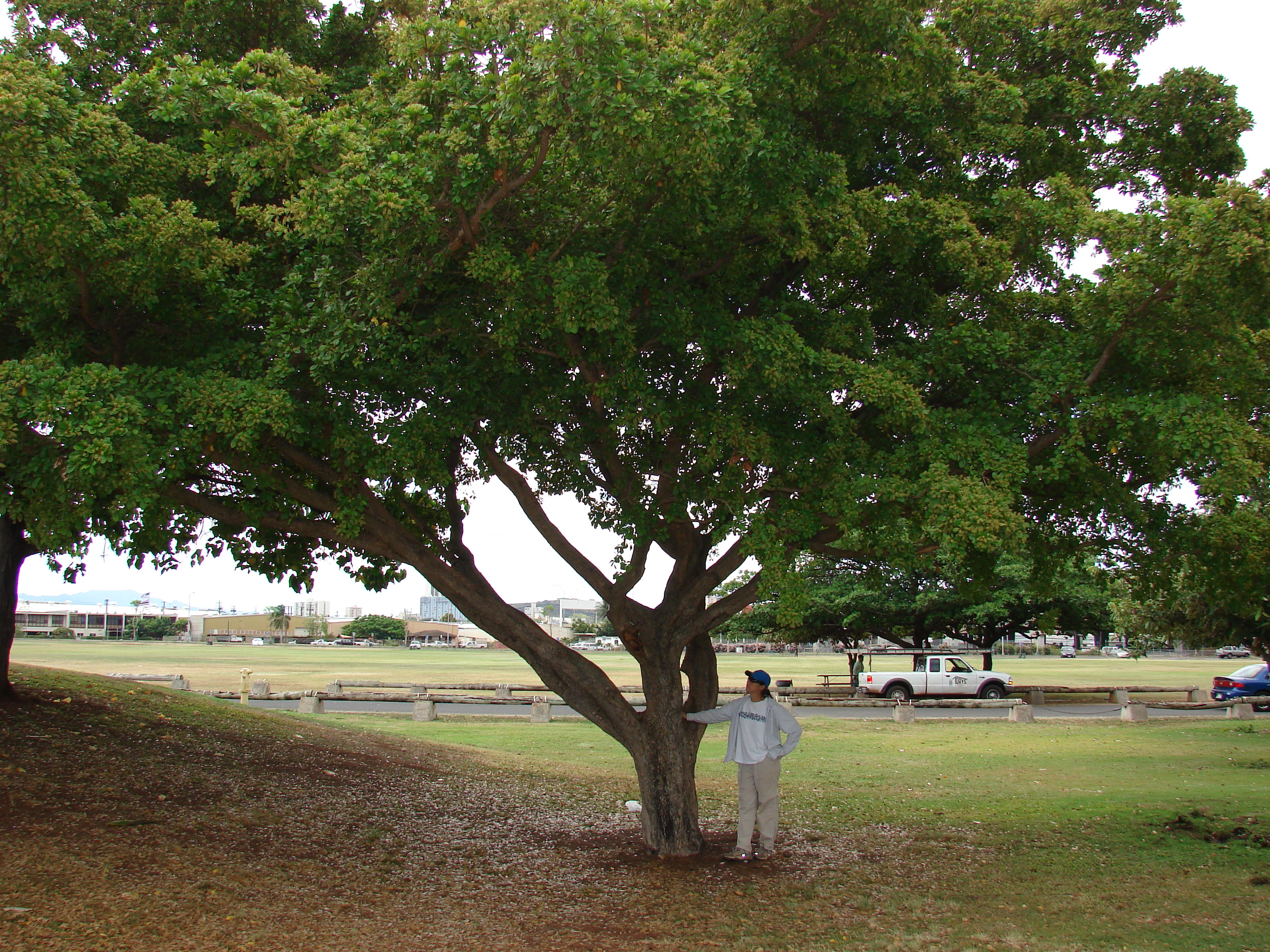